# Thomas Earnshaw
Pour les articles homonymes, voir Earnshaw.

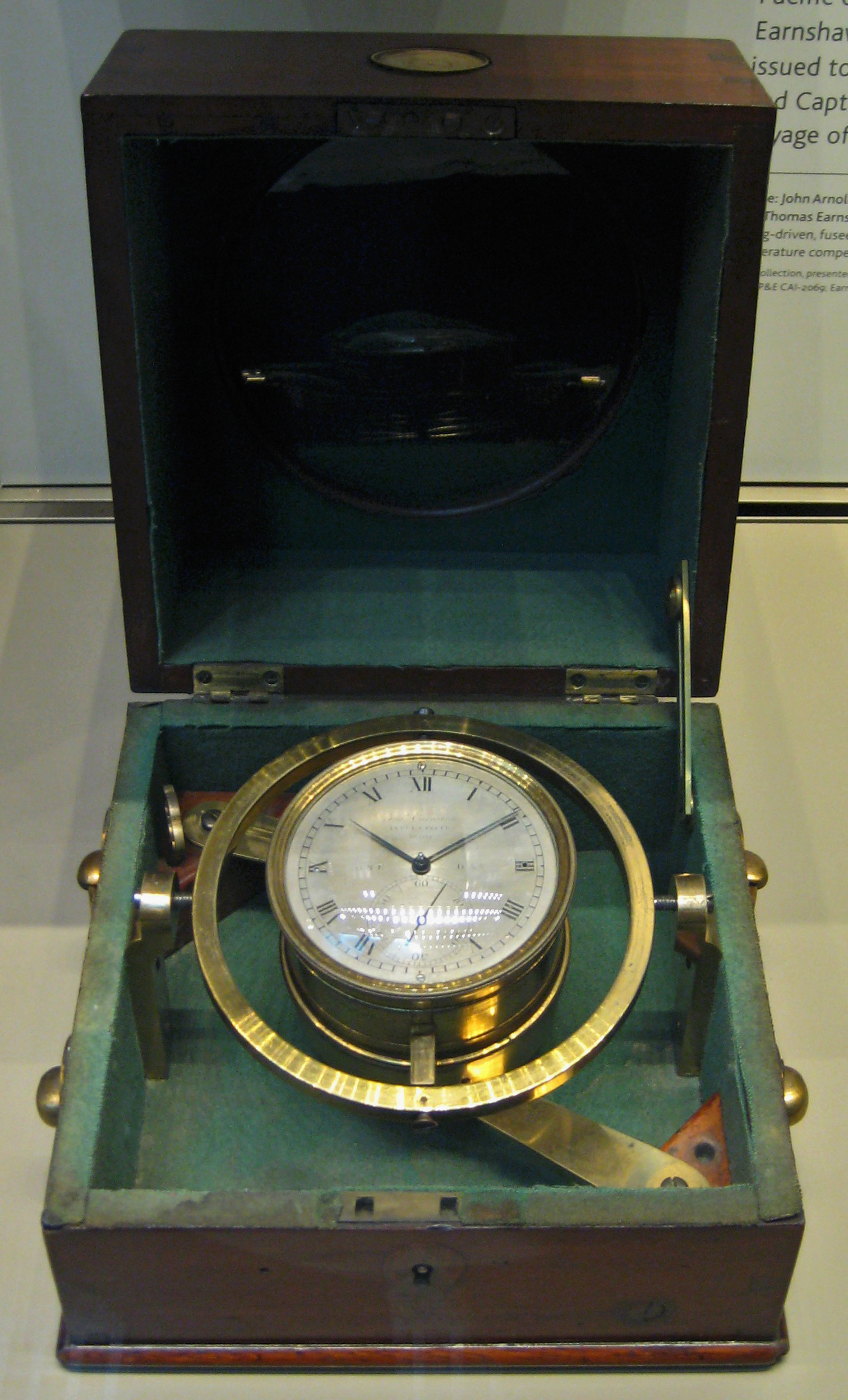
Chronomètre Earnshaw no 506

Thomas Earnshaw, né le 4 février 1749 à Ashton-under-Lyne et mort le 1er mars 1829 à Londres, est un horloger britannique.

## Biographie
Employé par l'observatoire royal de Greenwich, il réalise en 1782 un chronomètre de marine. Earnshaw est célèbre pour avoir été le premier à produire des chronomètres pour le grand public en simplifiant leur production.
On lui doit aussi la construction des premiers balanciers bi-métalliques ainsi que l'invention de l'échappement à détente à ressort (1780).
Jules Verne le mentionne dans le chapitre II de son roman Le Tour du monde en 80 jours.
Une marque portant le même nom que Thomas Earnshaw existe (2021).